# Сан-Салвадор-де-Вивейру
Сан-Салвадор-де-Вивейру (порт. São Salvador de Viveiro)  —  район (фрегезия) в Португалии,  входит в округ Вила-Реал. Является составной частью муниципалитета  Ботикаш. По старому административному делению входил в провинцию Траз-уж-Монтиш и Алту-Дору. Входит в экономико-статистический  субрегион Алту-Траз-уш-Монтеш, который входит в Северный регион. Население составляет 345 человек на 2001 год. Занимает площадь 18,83 км².